# Confine tra Camerun e Ciad

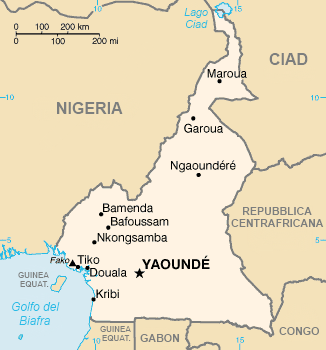
Mappa del Camerun con indicati i propri confini.

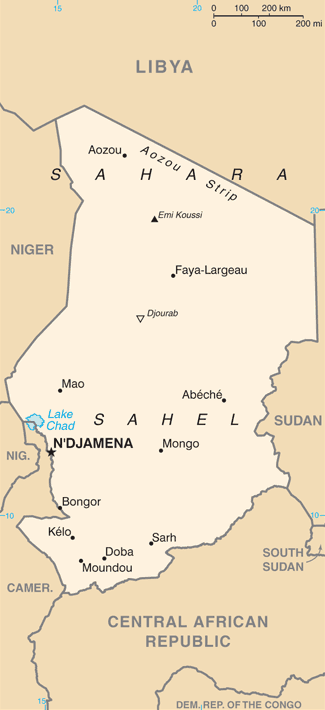
Mappa del Ciad con i suoi confini.

Il confine tra il Camerun e il Ciad descrive la linea di demarcazione tra questi due stati. Ha una lunghezza di 1.094 km.

## Caratteristiche
Il confine interessa la parte nord-orientale del Camerun e quella sud-occidentale del Ciad. Ha un andamento generale da nord a sud.
Inizia alla triplice frontiera tra Camerun, Ciad e Nigeria collocata sul lago Ciad e termina alla triplice frontiera tra Camerun, ciad e Repubblica Centrafricana.